# Сэмберг, Энди
Э́нди Сэ́мберг (англ. Andy Samberg; имя при рождении — Дэ́вид Эй Джей Сэ́мберг (англ. David A. J. Samberg); род. 18 августа 1978, Беркли, Калифорния, США) — американский актёр кино, телевидения и озвучивания, комик, сценарист, продюсер, музыкант, автор песен. Участник хип-хоп-группы The Lonely Island. С 2005 по 2012 год — член труппы комедийного шоу Saturday Night Live.
В кино Сэмберг наиболее известен благодаря главным ролям в фильмах «Лихач», «Папа-досвидос», «Селеста и Джесси навсегда», «Поп-звезда: Не переставай, не останавливайся» и «Зависнуть в Палм-Спрингс». Ещё Энди озвучивал главных персонажей в мультфильмах «Монстры на каникулах» (первая, вторая, третья и четвёртая части), «Аисты», «Облачно, возможны осадки в виде фрикаделек», «Облачно... 2: Месть ГМО» и в фильме «Чип и Дейл спешат на помощь».
С 2013 по 2021 год Сэмберг снимался в роли Джейка Перальты в полицейском ситкоме «Бруклин 9-9», который транслировался на телеканале Fox, а позднее на канале NBC. Актёр также был продюсером этого сериала. В 2014 году, за роль Перальты, Сэмберг был удостоен премии «Золотой глобус» в категории «Лучшая мужская роль в телевизионном сериале — комедия или мюзикл».

## Биография

### Ранние годы
Родился 18 августа 1978 года в Беркли (штат Калифорния) в еврейской семье. Мать — Марджори (Марджи) Сэмберг (при рождении Мэрроу), учительница; отец — Джо Сэмберг, фотограф. Сёстры — Джоанна и Дэрроу.
При рождении его назвали Дэвидом Эй Джей Сэмбергом. В 5-летнем возрасте он сказал родителям, что хочет сменить имя на Энди Сэмберг.
С самого детства был одержим шоу «Saturday Night Live», что послужило основой его становления как комедианта.
Учился в начальной школе вместе с Челси Перетти, своей будущей партнёршей по сериалу «Бруклин 9-9». Среднюю школу в Беркли окончил в 1996 году. После, он учился в колледже Калифорнийского университета (Санта-Круз) в течение двух лет, прежде чем перевестись в Школу Искусств Тиш Нью-Йоркского университета, которую окончил в 2000. Во время учебы в Нью-Йоркском университете соседом Сэмберга по комнате был писатель Мюррей Миллер.

### Происхождение
Благодаря телепрограмме «Найди свои корни» Энди узнал, что его мать, усыновленная еврейскими родителями, является биологической дочерью сицилийского католика Сальваторе Майды и немецкой еврейской беженки Эллен Филипсборн; пара познакомилась в Сан-Франциско. По отцовской линии у Сэмберга есть русские корни. Его некровный дед, Альфред Дж. Мэрроу, был председателем Американского еврейского конгресса. По линии деда Сэмберг является троюродным братом сенатора США Тэмми Болдуин.

### Личная жизнь
С 21 сентября 2013 года женат на арфистке Джоанне Ньюсом. В начале августа 2017 года у супругов родилась дочь.

## Карьера
Изначально карьера Сэмберга развивалась онлайн. Он стал интернет-звездой, создавая комедийные видео со своими друзьями Акивой Шаффером и Йормой Такконе. Впоследствии, именно эти ролики помогли коллективу The Lonely Island получить работу на «Saturday Night Live» в 2005 году. Дебютный альбом трио под названием «Incredibad» вышел в 2009 году, а годом позже группа была номинирована на Грэмми за песню «I`m on a Boat» (feat. T-Pain).
В 2007 году актёр исполнил главную роль в комедии «Лихач», а в 2008 — эпизодическую в мелодраме «Будь моим парнем на пять минут». Уже в следующем году актёра можно было увидеть в фильме «Люблю тебя, чувак» в роли брата персонажа Пола Радда. Тогда же Сэмберг озвучил малыша Брэнта в анимационном фильме «Облачно, возможны осадки в виде фрикаделек».
В 2010 году появился в эпизоде сериала «Парки и зоны отдыха», а также в «Шоу Сары Сильверман», а в 2011 году исполнил небольшие роли в романтических комедиях «Секс по дружбе» и «Сколько у тебя?».
В 2012 году выступил с речью в Гарвардском университете и снялся в трёх картинах: «Папа-досвидос», «Дружинники» и «Селеста и Джесси навеки». Помимо этого, он вновь выступил актёром озвучивания, на этот раз в анимационном фильме «Монстры на каникулах», где его голосом разговаривает Джонатан (Джонни) Лоран. Позже Сэмберг вернулся к роли Джонатана трёх продолжениях полнометражного мультфильма: «Монстры на каникулах 2», «Монстры на каникулах 3: Море зовёт» и «Монстры на каникулах 4: Трансформания».
В 2013 году Сэмберг получил роль детектива Джейка Перальты в полицейском ситкоме «Бруклин 9-9». В 2014 году за работу в сериале актёр получил премию «Золотой глобус» в категории «Лучшая мужская роль».
20 сентября 2015 года был ведущим 67-й премии «Эмми», а 6 января 2019 года совместно с Сандрой О провёл 76-ю премию «Золотой глобус».
В начале 2020 года на кинофестивале «Сандэнс» состоялась премьера фантастического ромкома «Зависнуть в Палм-Спрингс», главную роль в котором исполнил Энди Сэмберг. Лента получила хвалебные отзывы кинокритиков, и была продана дистрибьютору Hulu за рекордную сумму.

## Избранная фильмография
| Год       |     | Русское название                             | Оригинальное название                     | Роль                          |
| --------- | --- | -------------------------------------------- | ----------------------------------------- | ----------------------------- |
| 2004      | тф  | Канал 101                                    | Channel 101                               | Джонни Райс                   |
| 2003—2004 | с   | —                                            | The ’Bu                                   | Аарон                         |
| 2005      | с   | —                                            | House of Cosbys                           | Триосби                       |
| 2005      | с   | Замедленное развитие                         | Arrested Development                      | ассистент режиссёра           |
| 2005—2012 | с   | Субботним вечером в прямом эфире             | Saturday Night Live                       | различные роли                |
| 2007      | ф   | Лихач                                        | Hot Rod                                   | Род Кимбл                     |
| 2008      | с   | Хулиганы                                     | Human Giant                               | Джонатан                      |
| 2008      | мф  | Мартышки в космосе                           | Space Chimps                              | Хэм III                       |
| 2008      | ф   | Будь моим парнем на пять минут               | Nick and Norah's Infinite Playlist        | бездомный парень              |
| 2009      | ф   | Люблю тебя, чувак                            | I Love You, Man                           | Робби Клейвен                 |
| 2009      | мф  | Облачно, возможны осадки в виде фрикаделек   | Cloudy with a Chance of Meatballs         | малыш Брент                   |
| 2009—2011 | мс  | Американский папаша!                         | American Dad!                             | Антихрист                     |
| 2010      | тф  | Фрикник: Мюзикл                              | Freaknik: The Musical                     | Чед                           |
| 2010      | с   | Шоу Сары Сильверман                          | The Sarah Silverman Program               | Трой                          |
| 2010      | с   | Парки и зоны отдыха                          | Parks and Recreation                      | Карл Лортнер                  |
| 2011—2017 | мс  | Время приключений                            | Adventure Time                            | Party Pat                     |
| 2011      | ф   | Секс по дружбе                               | Friends with Benefits                     | Куинси                        |
| 2011      | ф   | Сколько у тебя?                              | What’s Your Number?                       | Джерри Перри                  |
| 2012      | с   | Портландия                                   | Portlandia                                | Энди                          |
| 2012      | ф   | Селеста и Джесси навсегда                    | Celeste & Jesse Forever                   | Джесси Абрамс                 |
| 2012      | с   | Студия 30                                    | 30 Rock                                   | камео                         |
| 2012      | ф   | Папа-досвидос                                | That’s My Boy                             | Тодд Питерсон/Хан Соло Бергер |
| 2012      | ф   | Дружинники                                   | The Watch                                 | участник оргии (камео)        |
| 2012—2013 | с   | Пиф-паф комедия                              | Comedy Bang! Bang!                        | в роли самого себя            |
| 2012      | мф  | Монстры на каникулах                         | Hotel Transylvania                        | Джонатан (Джонни) Лоран       |
| 2012      | с   | Куку                                         | Cuckoo                                    | Дэйл «Куку» Эшбрик            |
| 2012      | мс  | Губка Боб Квадратные Штаны                   | SpongeBob SquarePants                     | полковник Карпер              |
| 2013      | ф   | Одноклассники 2                              | Grown Ups 2                               | чирлидер                      |
| 2013      | ф   | С кем переспать?!                            | The To Do List                            | Ван Кинг                      |
| 2013      | с   | Крутые                                       | The Awesomes                              | Kid Crab                      |
| 2013—2021 | с   | Бруклин 9-9                                  | Brooklyn Nine-Nine                        | детектив Джейк Перальта       |
| 2013      | мф  | Облачно, возможны осадки: Месть ГМО          | Cloudy with a Chance of Meatballs 2       | малыш Брэнт                   |
| 2014      | ф   | Соседи. На тропе войны                       | Neighbors                                 | член братства                 |
| 2015      | мф  | Монстры на каникулах 2                       | Hotel Transylvania 2                      | Джонатан (Джонни) Лоран       |
| 2016      | мф  | Аисты                                        | Storks                                    | Джуниор                       |
| 2016      | с   | Новенькая                                    | The New Girl                              | детектив Джейк Перальта       |
| 2016      | ф   | Поп-звезда: Не переставай, не останавливайся | Popstar: Never Stop Never Stopping        | Коннор «малыш Коннор» Фрил    |
| 2017      | с   | Мастер не на все руки                        | Master of None                            | Николас Кейдж                 |
| 2018      | мф  | Монстры на каникулах 3: Море зовёт           | Hotel Transylvania 3: Summer Vacation     | Джонатан (Джонни) Лоран       |
| 2019      | мс  | Тёмный кристалл: Эпоха сопротивления         | The Dark Crystal: Age of Resistance       | Еретик / скекГра              |
| 2019      | кор | —                                            | The Unauthorized Bash Brothers Experience | Хосе Кансеко                  |
| 2020      | с   | Я никогда не...                              | Never Have I Ever                         | в роли самого себя            |
| 2020      | ф   | Зависнуть в Палм-Спрингс                     | Palm Springs                              | Найлз                         |
| 2021      | мф  | Америка: Фильм                               | America: The Motion Picture               | Бенедикт Арнольд              |
| 2022      | мф  | Монстры на каникулах 4: Трансформания        | Hotel Transylvania: Transformania         | Джонатан (Джонни) Лоран       |
| 2022      | ф   | Чип и Дейл спешат на помощь                  | Chip 'n Dale: Rescue Rangers              | Дейл                          |